# Dwars door Vlaanderen 2022
Dwars door Vlaanderen 2022 – 76. edycja wyścigu kolarskiego Dwars door Vlaanderen, która odbyła się 30 marca 2022 na liczącej niespełna 184 kilometry trasie z Roeselare do Waregem. Impreza kategorii 1.UWT była częścią UCI World Tour 2022.

## Uczestnicy

### Drużyny
| WorldTeams (18)- AG2R Citroën Team - Astana Qazaqstan Team - Bahrain Victorious - Bora-Hansgrohe - Cofidis - EF Education-EasyPost - Groupama-FDJ - Ineos Grenadiers - Intermarché-Wanty-Gobert Matériaux - Israel-Premier Tech - Jumbo-Visma - Lotto-Soudal - Movistar Team - Quick-Step Alpha Vinyl - BikeExchange-Jayco - Team DSM - Trek-Segafredo - UAE Team Emirates ProTeams (7)- Alpecin-Fenix - Arkéa-Samsic - B&B Hotels-KTM - Bingoal Pauwels Sauces WB - TotalEnergies - Sport Vlaanderen-Baloise - Uno-X Pro Cycling Team |
| |

### Lista startowa
| Ineos Grenadiers IGD | Ineos Grenadiers IGD    | Ineos Grenadiers IGD |
| -------------------- | ----------------------- | -------------------- |
| Nr                   | Kolarz                  | Miejsce              |
| 1                    | Dylan van Baarle (NED)  | 71.                  |
| 2                    | Thomas Pidcock (GBR)    | 3.                   |
| 3                    | Kim Heiduk (GER)        | DNF                  |
| 4                    | Magnus Sheffield (USA)  | 15.                  |
| 5                    | Ben Swift (GBR) (szosa) | 98.                  |
| 6                    | Ben Turner (GBR)        | 8.                   |
| 7                    | Elia Viviani (ITA)      | 104.                 |

| UAE Team Emirates UAD | UAE Team Emirates UAD      | UAE Team Emirates UAD |
| --------------------- | -------------------------- | --------------------- |
| Nr                    | Kolarz                     | Miejsce               |
| 11                    | Tadej Pogačar (SLO)        | 10.                   |
| 12                    | Alexys Brunel (FRA)        | 94.                   |
| 13                    | Mikkel Bjerg (DEN)         | DNF                   |
| 14                    | Vegard Stake Laengen (NOR) | 57.                   |
| 15                    | Oliviero Troia (ITA)       | DNF                   |
| 16                    | Rui Oliveira (POR)         | 87.                   |
| 17                    | Matteo Trentin (ITA)       | 30.                   |

| Quick-Step Alpha Vinyl QST | Quick-Step Alpha Vinyl QST | Quick-Step Alpha Vinyl QST |
| -------------------------- | -------------------------- | -------------------------- |
| Nr                         | Kolarz                     | Miejsce                    |
| 21                         | Yves Lampaert (BEL)        | 27.                        |
| 22                         | Stijn Steels (BEL)         | 92.                        |
| 23                         | Tim Declercq (BEL)         | 89.                        |
| 24                         | Fabio Jakobsen (NED)       | DNF                        |
| 25                         | Jannik Steimle (GER)       | 14.                        |
| 26                         | Zdeněk Štybar (CZE)        | 61.                        |
| 27                         | Bert Van Lerberghe (BEL)   | 66.                        |

| AG2R Citroën Team ACT | AG2R Citroën Team ACT   | AG2R Citroën Team ACT |
| --------------------- | ----------------------- | --------------------- |
| Nr                    | Kolarz                  | Miejsce               |
| 31                    | Greg Van Avermaet (BEL) | 16.                   |
| 32                    | Oliver Naesen (BEL)     | DNF                   |
| 33                    | Lawrence Naesen (BEL)   | DNF                   |
| 34                    | Gijs Van Hoecke (BEL)   | DNF                   |
| 35                    | Antoine Raugel (FRA)    | DNF                   |
| 36                    | Bob Jungels (LUX)       | 70.                   |
| 37                    | Stan Dewulf (BEL)       | 46.                   |

| Jumbo-Visma TJV | Jumbo-Visma TJV           | Jumbo-Visma TJV |
| --------------- | ------------------------- | --------------- |
| Nr              | Kolarz                    | Miejsce         |
| 41              | Tiesj Benoot (BEL)        | 2.              |
| 42              | David Dekker (NED)        | DNF             |
| 43              | Pascal Eenkhoorn (NED)    | 22.             |
| 44              | Timo Roosen (NED) (szosa) | 106.            |
| 45              | Mike Teunissen (NED)      | 28.             |
| 46              | Olav Kooij (NED)          | 100.            |
| 47              | Mick van Dijke (NED)      | 105.            |

| Alpecin-Fenix AFC | Alpecin-Fenix AFC          | Alpecin-Fenix AFC |
| ----------------- | -------------------------- | ----------------- |
| Nr                | Kolarz                     | Miejsce           |
| 51                | Mathieu van der Poel (NED) | 1.                |
| 52                | Jasper Philipsen (BEL)     | 29.               |
| 53                | Dries De Bondt (BEL)       | 43.               |
| 54                | Gianni Vermeersch (BEL)    | 26.               |
| 55                | Michael Gogl (AUT)         | DNF               |
| 56                | Tobias Bayer (AUT)         | DNF               |
| 57                | Julien Vermote (BEL)       | DNF               |

| Trek-Segafredo TFS | Trek-Segafredo TFS         | Trek-Segafredo TFS |
| ------------------ | -------------------------- | ------------------ |
| Nr                 | Kolarz                     | Miejsce            |
| 61                 | Mads Pedersen (DEN)        | 69.                |
| 62                 | Daan Hoole (NED)           | 95.                |
| 63                 | Toms Skujiņš (LAT) (szosa) | DNF                |
| 64                 | Alex Kirsch (LUX)          | DNF                |
| 65                 | Quinn Simmons (USA)        | DNF                |
| 66                 | Edward Theuns (BEL)        | 54.                |
| 67                 | Otto Vergaerde (BEL)       | 68.                |

| Lotto-Soudal LTS | Lotto-Soudal LTS         | Lotto-Soudal LTS |
| ---------------- | ------------------------ | ---------------- |
| Nr               | Kolarz                   | Miejsce          |
| 71               | Victor Campenaerts (BEL) | 4.               |
| 72               | Cédric Beullens (BEL)    | 77.              |
| 73               | Florian Vermeersch (BEL) | 99.              |
| 74               | Arnaud De Lie (BEL)      | DNF              |
| 75               | Brent Van Moer (BEL)     | 51.              |
| 76               | Frederik Frison (BEL)    | DNF              |
| 77               | Tim Wellens (BEL)        | 37.              |

| Astana Qazaqstan Team AST | Astana Qazaqstan Team AST        | Astana Qazaqstan Team AST |
| ------------------------- | -------------------------------- | ------------------------- |
| Nr                        | Kolarz                           | Miejsce                   |
| 81                        | Gianni Moscon (ITA)              | DNF                       |
| 82                        | Manuele Boaro (ITA)              | 82.                       |
| 83                        | Leonardo Basso (ITA)             | DNF                       |
| 84                        | Jewgienij Fiodorow (KAZ) (szosa) | 84.                       |
| 85                        | Michele Gazzoli (ITA)            | DNF                       |
| 86                        | Davide Martinelli (ITA)          | DNF                       |
| 87                        | Artiom Zacharow (KAZ)            | 81.                       |

| Bahrain Victorious TBV | Bahrain Victorious TBV  | Bahrain Victorious TBV |
| ---------------------- | ----------------------- | ---------------------- |
| Nr                     | Kolarz                  | Miejsce                |
| 91                     | Heinrich Haussler (AUS) | 108.                   |
| 92                     | Jan Tratnik (SLO)       | 9.                     |
| 93                     | Filip Maciejuk (POL)    | 60.                    |
| 94                     | Jonathan Milan (ITA)    | DNS                    |
| 95                     | Yukiya Arashiro (JPN)   | 59.                    |
| 96                     | Jasha Sütterlin (GER)   | 45.                    |
| 97                     | Fred Wright (GBR)       | 25.                    |

| Bora-Hansgrohe BOH | Bora-Hansgrohe BOH        | Bora-Hansgrohe BOH |
| ------------------ | ------------------------- | ------------------ |
| Nr                 | Kolarz                    | Miejsce            |
| 101                | Sam Bennett (IRL)         | DNF                |
| 102                | Marco Haller (AUT)        | DNF                |
| 103                | Jonas Koch (GER)          | 63.                |
| 104                | Ryan Mullen (IRL) (szosa) | 91.                |
| 105                | Nils Politt (GER)         | 5.                 |
| 106                | Lukas Pöstlberger (AUT)   | DNF                |
| 107                | Danny van Poppel (NED)    | 33.                |

| Cofidis COF | Cofidis COF             | Cofidis COF |
| ----------- | ----------------------- | ----------- |
| Nr          | Kolarz                  | Miejsce     |
| 111         | Bryan Coquard (FRA)     | 23.         |
| 112         | Piet Allegaert (BEL)    | 32.         |
| 114         | Wesley Kreder (NED)     | 55.         |
| 115         | Kenneth Vanbilsen (BEL) | 39.         |
| 116         | Jelle Wallays (BEL)     | DNF         |
| 117         | André Carvalho (POR)    | 62.         |

| EF Education-EasyPost EFE | EF Education-EasyPost EFE | EF Education-EasyPost EFE |
| ------------------------- | ------------------------- | ------------------------- |
| Nr                        | Kolarz                    | Miejsce                   |
| 121                       | Alberto Bettiol (ITA)     | DNF                       |
| 122                       | Stefan Bissegger (SUI)    | DNF                       |
| 123                       | Michael Valgren (DEN)     | 73.                       |
| 124                       | Marijn van den Berg (NED) | 90.                       |
| 125                       | Sebastian Langeveld (NED) | 97.                       |
| 126                       | Jonas Rutsch (GER)        | 50.                       |
| 127                       | Thomas Scully (NZL)       | 102.                      |

| Groupama-FDJ GFC | Groupama-FDJ GFC            | Groupama-FDJ GFC |
| ---------------- | --------------------------- | ---------------- |
| Nr               | Kolarz                      | Miejsce          |
| 131              | Stefan Küng (SUI)           | 6.               |
| 132              | Lewis Askey (GBR)           | 40.              |
| 133              | Valentin Madouas (FRA)      | 11.              |
| 134              | Kevin Geniets (LUX) (szosa) | 67.              |
| 135              | Olivier Le Gac (FRA)        | 18.              |
| 136              | Fabian Lienhard (SUI)       | 53.              |
| 137              | Tobias Ludvigsson (SWE)     | DNF              |

| Intermarché-Wanty-Gobert Matériaux IWG | Intermarché-Wanty-Gobert Matériaux IWG | Intermarché-Wanty-Gobert Matériaux IWG |
| -------------------------------------- | -------------------------------------- | -------------------------------------- |
| Nr                                     | Kolarz                                 | Miejsce                                |
| 141                                    | Alexander Kristoff (NOR)               | 31.                                    |
| 142                                    | Aimé De Gendt (BEL)                    | 58.                                    |
| 143                                    | Julius Johansen (DEN)                  | 75.                                    |
| 144                                    | Andrea Pasqualon (ITA)                 | 12.                                    |
| 145                                    | Adrien Petit (FRA)                     | DNF                                    |
| 146                                    | Taco van der Hoorn (NED)               | DNF                                    |
| 147                                    | Kévin Van Melsen (BEL)                 | DNF                                    |

| Israel-Premier Tech IPT | Israel-Premier Tech IPT        | Israel-Premier Tech IPT |
| ----------------------- | ------------------------------ | ----------------------- |
| Nr                      | Kolarz                         | Miejsce                 |
| 151                     | Sep Vanmarcke (BEL)            | 101.                    |
| 152                     | Jenthe Biermans (BEL)          | DNS                     |
| 153                     | Hugo Houle (CAN)               | 42.                     |
| 154                     | Taj Jones (AUS)                | DNF                     |
| 155                     | Guillaume Boivin (CAN) (szosa) | DNS                     |

| Movistar Team MOV | Movistar Team MOV         | Movistar Team MOV |
| ----------------- | ------------------------- | ----------------- |
| Nr                | Kolarz                    | Miejsce           |
| 161               | Iván García Cortina (ESP) | 34.               |
| 162               | Iñigo Elosegui (ESP)      | DNF               |
| 163               | Imanol Erviti (ESP)       | DNF               |
| 164               | Alex Aranburu (ESP)       | 85.               |
| 165               | Johan Jacobs (SUI)        | 24.               |
| 166               | Mathias Norsgaard (DEN)   | 80.               |
| 167               | Max Kanter (GER)          | DNF               |

| BikeExchange-Jayco BEX | BikeExchange-Jayco BEX    | BikeExchange-Jayco BEX |
| ---------------------- | ------------------------- | ---------------------- |
| Nr                     | Kolarz                    | Miejsce                |
| 171                    | Dylan Groenewegen (NED)   | 107.                   |
| 172                    | Alexander Edmondson (AUS) | DNF                    |
| 173                    | Campbell Stewart (NZL)    | DNF                    |
| 174                    | Alexander Konychev (ITA)  | DNF                    |
| 175                    | Luka Mezgec (SLO)         | 36.                    |
| 176                    | Luke Durbridge (AUS)      | 64.                    |
| 177                    | Kelland O’Brien (AUS)     | 7.                     |

| Team DSM DSM | Team DSM DSM               | Team DSM DSM |
| ------------ | -------------------------- | ------------ |
| Nr           | Kolarz                     | Miejsce      |
| 181          | John Degenkolb (GER)       | 38.          |
| 182          | Kevin Vermaerke (USA)      | 93.          |
| 183          | Alberto Dainese (ITA)      | 103.         |
| 184          | Søren Kragh Andersen (DEN) | 17.          |
| 185          | Niklas Märkl (GER)         | DNF          |
| 186          | Joris Nieuwenhuis (NED)    | 48.          |
| 187          | Cees Bol (NED)             | DNF          |

| Arkéa-Samsic ARK | Arkéa-Samsic ARK       | Arkéa-Samsic ARK |
| ---------------- | ---------------------- | ---------------- |
| Nr               | Kolarz                 | Miejsce          |
| 191              | Amaury Capiot (BEL)    | 13.              |
| 193              | Matis Louvel (FRA)     | 19.              |
| 194              | Christophe Noppe (BEL) | 86.              |
| 195              | Markus Pajur (EST)     | 83.              |
| 196              | Clément Russo (FRA)    | 35.              |
| 197              | Connor Swift (GBR)     | 56.              |

| TotalEnergies TEN | TotalEnergies TEN          | TotalEnergies TEN |
| ----------------- | -------------------------- | ----------------- |
| Nr                | Kolarz                     | Miejsce           |
| 201               | Edvald Boasson Hagen (NOR) | 52.               |
| 202               | Maciej Bodnar (POL)        | DNF               |
| 203               | Daniel Oss (ITA)           | 65.               |
| 204               | Geoffrey Soupe (FRA)       | DNF               |
| 205               | Niki Terpstra (NED)        | 21.               |
| 206               | Anthony Turgis (FRA)       | 72.               |
| 207               | Dries Van Gestel (BEL)     | DNF               |

| B&B Hotels-KTM BBK | B&B Hotels-KTM BBK     | B&B Hotels-KTM BBK |
| ------------------ | ---------------------- | ------------------ |
| Nr                 | Kolarz                 | Miejsce            |
| 211                | Jens Debusschere (BEL) | DNF                |
| 212                | Luca Mozzato (ITA)     | 44.                |
| 213                | Alexis Gougeard (FRA)  | 20.                |
| 214                | Julien Morice (FRA)    | 88.                |
| 215                | Victor Koretzky (FRA)  | 41.                |
| 216                | Jérémy Lecroq (FRA)    | DNF                |
| 217                | Jordi Warlop (BEL)     | DNF                |

| Sport Vlaanderen-Baloise SVB | Sport Vlaanderen-Baloise SVB | Sport Vlaanderen-Baloise SVB |
| ---------------------------- | ---------------------------- | ---------------------------- |
| Nr                           | Kolarz                       | Miejsce                      |
| 221                          | Alex Colman (BEL)            | DNF                          |
| 222                          | Gilles De Wilde (BEL)        | DNF                          |
| 223                          | Milan Fretin (BEL)           | DNF                          |
| 224                          | Jens Reynders (BEL)          | 78.                          |
| 225                          | Aaron Van Poucke (BEL)       | DNF                          |
| 226                          | Ward Vanhoof (BEL)           | 49.                          |
| 227                          | Aaron Verwilst (BEL)         | 74.                          |

| Bingoal Pauwels Sauces WB BWB | Bingoal Pauwels Sauces WB BWB | Bingoal Pauwels Sauces WB BWB |
| ----------------------------- | ----------------------------- | ----------------------------- |
| Nr                            | Kolarz                        | Miejsce                       |
| 231                           | Arjen Livyns (BEL)            | 47.                           |
| 232                           | Stanisław Aniołkowski (POL)   | DNF                           |
| 233                           | Mathijs Paasschens (NED)      | 76.                           |
| 234                           | Timothy Dupont (BEL)          | DNF                           |
| 235                           | Laurenz Rex (BEL)             | DNF                           |
| 236                           | Ludovic Robeet (BEL)          | DNF                           |
| 237                           | Attilio Viviani (ITA)         | DNF                           |

| Uno-X Pro Cycling Team UXT | Uno-X Pro Cycling Team UXT  | Uno-X Pro Cycling Team UXT |
| -------------------------- | --------------------------- | -------------------------- |
| Nr                         | Kolarz                      | Miejsce                    |
| 241                        | Kristoffer Halvorsen (NOR)  | DNF                        |
| 242                        | William Blume Levy (DEN)    | DNF                        |
| 243                        | Tord Gudmestad (NOR)        | DNF                        |
| 244                        | Erik Nordsæter Resell (NOR) | 79.                        |
| 245                        | Martin Urianstad (NOR)      | DNF                        |
| 246                        | Anders Skaarseth (NOR)      | 96.                        |
| 247                        | Søren Wærenskjold (NOR)     | DNS                        |

| Ineos Grenadiers IGD | Ineos Grenadiers IGD    | Ineos Grenadiers IGD |
| -------------------- | ----------------------- | -------------------- |
| Nr                   | Kolarz                  | Miejsce              |
| 1                    | Dylan van Baarle (NED)  | 71.                  |
| 2                    | Thomas Pidcock (GBR)    | 3.                   |
| 3                    | Kim Heiduk (GER)        | DNF                  |
| 4                    | Magnus Sheffield (USA)  | 15.                  |
| 5                    | Ben Swift (GBR) (szosa) | 98.                  |
| 6                    | Ben Turner (GBR)        | 8.                   |
| 7                    | Elia Viviani (ITA)      | 104.                 |

| UAE Team Emirates UAD | UAE Team Emirates UAD      | UAE Team Emirates UAD |
| --------------------- | -------------------------- | --------------------- |
| Nr                    | Kolarz                     | Miejsce               |
| 11                    | Tadej Pogačar (SLO)        | 10.                   |
| 12                    | Alexys Brunel (FRA)        | 94.                   |
| 13                    | Mikkel Bjerg (DEN)         | DNF                   |
| 14                    | Vegard Stake Laengen (NOR) | 57.                   |
| 15                    | Oliviero Troia (ITA)       | DNF                   |
| 16                    | Rui Oliveira (POR)         | 87.                   |
| 17                    | Matteo Trentin (ITA)       | 30.                   |

| Quick-Step Alpha Vinyl QST | Quick-Step Alpha Vinyl QST | Quick-Step Alpha Vinyl QST |
| -------------------------- | -------------------------- | -------------------------- |
| Nr                         | Kolarz                     | Miejsce                    |
| 21                         | Yves Lampaert (BEL)        | 27.                        |
| 22                         | Stijn Steels (BEL)         | 92.                        |
| 23                         | Tim Declercq (BEL)         | 89.                        |
| 24                         | Fabio Jakobsen (NED)       | DNF                        |
| 25                         | Jannik Steimle (GER)       | 14.                        |
| 26                         | Zdeněk Štybar (CZE)        | 61.                        |
| 27                         | Bert Van Lerberghe (BEL)   | 66.                        |

| AG2R Citroën Team ACT | AG2R Citroën Team ACT   | AG2R Citroën Team ACT |
| --------------------- | ----------------------- | --------------------- |
| Nr                    | Kolarz                  | Miejsce               |
| 31                    | Greg Van Avermaet (BEL) | 16.                   |
| 32                    | Oliver Naesen (BEL)     | DNF                   |
| 33                    | Lawrence Naesen (BEL)   | DNF                   |
| 34                    | Gijs Van Hoecke (BEL)   | DNF                   |
| 35                    | Antoine Raugel (FRA)    | DNF                   |
| 36                    | Bob Jungels (LUX)       | 70.                   |
| 37                    | Stan Dewulf (BEL)       | 46.                   |

| Jumbo-Visma TJV | Jumbo-Visma TJV           | Jumbo-Visma TJV |
| --------------- | ------------------------- | --------------- |
| Nr              | Kolarz                    | Miejsce         |
| 41              | Tiesj Benoot (BEL)        | 2.              |
| 42              | David Dekker (NED)        | DNF             |
| 43              | Pascal Eenkhoorn (NED)    | 22.             |
| 44              | Timo Roosen (NED) (szosa) | 106.            |
| 45              | Mike Teunissen (NED)      | 28.             |
| 46              | Olav Kooij (NED)          | 100.            |
| 47              | Mick van Dijke (NED)      | 105.            |

| Alpecin-Fenix AFC | Alpecin-Fenix AFC          | Alpecin-Fenix AFC |
| ----------------- | -------------------------- | ----------------- |
| Nr                | Kolarz                     | Miejsce           |
| 51                | Mathieu van der Poel (NED) | 1.                |
| 52                | Jasper Philipsen (BEL)     | 29.               |
| 53                | Dries De Bondt (BEL)       | 43.               |
| 54                | Gianni Vermeersch (BEL)    | 26.               |
| 55                | Michael Gogl (AUT)         | DNF               |
| 56                | Tobias Bayer (AUT)         | DNF               |
| 57                | Julien Vermote (BEL)       | DNF               |

| Trek-Segafredo TFS | Trek-Segafredo TFS         | Trek-Segafredo TFS |
| ------------------ | -------------------------- | ------------------ |
| Nr                 | Kolarz                     | Miejsce            |
| 61                 | Mads Pedersen (DEN)        | 69.                |
| 62                 | Daan Hoole (NED)           | 95.                |
| 63                 | Toms Skujiņš (LAT) (szosa) | DNF                |
| 64                 | Alex Kirsch (LUX)          | DNF                |
| 65                 | Quinn Simmons (USA)        | DNF                |
| 66                 | Edward Theuns (BEL)        | 54.                |
| 67                 | Otto Vergaerde (BEL)       | 68.                |

| Lotto-Soudal LTS | Lotto-Soudal LTS         | Lotto-Soudal LTS |
| ---------------- | ------------------------ | ---------------- |
| Nr               | Kolarz                   | Miejsce          |
| 71               | Victor Campenaerts (BEL) | 4.               |
| 72               | Cédric Beullens (BEL)    | 77.              |
| 73               | Florian Vermeersch (BEL) | 99.              |
| 74               | Arnaud De Lie (BEL)      | DNF              |
| 75               | Brent Van Moer (BEL)     | 51.              |
| 76               | Frederik Frison (BEL)    | DNF              |
| 77               | Tim Wellens (BEL)        | 37.              |

| Astana Qazaqstan Team AST | Astana Qazaqstan Team AST        | Astana Qazaqstan Team AST |
| ------------------------- | -------------------------------- | ------------------------- |
| Nr                        | Kolarz                           | Miejsce                   |
| 81                        | Gianni Moscon (ITA)              | DNF                       |
| 82                        | Manuele Boaro (ITA)              | 82.                       |
| 83                        | Leonardo Basso (ITA)             | DNF                       |
| 84                        | Jewgienij Fiodorow (KAZ) (szosa) | 84.                       |
| 85                        | Michele Gazzoli (ITA)            | DNF                       |
| 86                        | Davide Martinelli (ITA)          | DNF                       |
| 87                        | Artiom Zacharow (KAZ)            | 81.                       |

| Bahrain Victorious TBV | Bahrain Victorious TBV  | Bahrain Victorious TBV |
| ---------------------- | ----------------------- | ---------------------- |
| Nr                     | Kolarz                  | Miejsce                |
| 91                     | Heinrich Haussler (AUS) | 108.                   |
| 92                     | Jan Tratnik (SLO)       | 9.                     |
| 93                     | Filip Maciejuk (POL)    | 60.                    |
| 94                     | Jonathan Milan (ITA)    | DNS                    |
| 95                     | Yukiya Arashiro (JPN)   | 59.                    |
| 96                     | Jasha Sütterlin (GER)   | 45.                    |
| 97                     | Fred Wright (GBR)       | 25.                    |

| Bora-Hansgrohe BOH | Bora-Hansgrohe BOH        | Bora-Hansgrohe BOH |
| ------------------ | ------------------------- | ------------------ |
| Nr                 | Kolarz                    | Miejsce            |
| 101                | Sam Bennett (IRL)         | DNF                |
| 102                | Marco Haller (AUT)        | DNF                |
| 103                | Jonas Koch (GER)          | 63.                |
| 104                | Ryan Mullen (IRL) (szosa) | 91.                |
| 105                | Nils Politt (GER)         | 5.                 |
| 106                | Lukas Pöstlberger (AUT)   | DNF                |
| 107                | Danny van Poppel (NED)    | 33.                |

| Cofidis COF | Cofidis COF             | Cofidis COF |
| ----------- | ----------------------- | ----------- |
| Nr          | Kolarz                  | Miejsce     |
| 111         | Bryan Coquard (FRA)     | 23.         |
| 112         | Piet Allegaert (BEL)    | 32.         |
| 114         | Wesley Kreder (NED)     | 55.         |
| 115         | Kenneth Vanbilsen (BEL) | 39.         |
| 116         | Jelle Wallays (BEL)     | DNF         |
| 117         | André Carvalho (POR)    | 62.         |

| EF Education-EasyPost EFE | EF Education-EasyPost EFE | EF Education-EasyPost EFE |
| ------------------------- | ------------------------- | ------------------------- |
| Nr                        | Kolarz                    | Miejsce                   |
| 121                       | Alberto Bettiol (ITA)     | DNF                       |
| 122                       | Stefan Bissegger (SUI)    | DNF                       |
| 123                       | Michael Valgren (DEN)     | 73.                       |
| 124                       | Marijn van den Berg (NED) | 90.                       |
| 125                       | Sebastian Langeveld (NED) | 97.                       |
| 126                       | Jonas Rutsch (GER)        | 50.                       |
| 127                       | Thomas Scully (NZL)       | 102.                      |

| Groupama-FDJ GFC | Groupama-FDJ GFC            | Groupama-FDJ GFC |
| ---------------- | --------------------------- | ---------------- |
| Nr               | Kolarz                      | Miejsce          |
| 131              | Stefan Küng (SUI)           | 6.               |
| 132              | Lewis Askey (GBR)           | 40.              |
| 133              | Valentin Madouas (FRA)      | 11.              |
| 134              | Kevin Geniets (LUX) (szosa) | 67.              |
| 135              | Olivier Le Gac (FRA)        | 18.              |
| 136              | Fabian Lienhard (SUI)       | 53.              |
| 137              | Tobias Ludvigsson (SWE)     | DNF              |

| Intermarché-Wanty-Gobert Matériaux IWG | Intermarché-Wanty-Gobert Matériaux IWG | Intermarché-Wanty-Gobert Matériaux IWG |
| -------------------------------------- | -------------------------------------- | -------------------------------------- |
| Nr                                     | Kolarz                                 | Miejsce                                |
| 141                                    | Alexander Kristoff (NOR)               | 31.                                    |
| 142                                    | Aimé De Gendt (BEL)                    | 58.                                    |
| 143                                    | Julius Johansen (DEN)                  | 75.                                    |
| 144                                    | Andrea Pasqualon (ITA)                 | 12.                                    |
| 145                                    | Adrien Petit (FRA)                     | DNF                                    |
| 146                                    | Taco van der Hoorn (NED)               | DNF                                    |
| 147                                    | Kévin Van Melsen (BEL)                 | DNF                                    |

| Israel-Premier Tech IPT | Israel-Premier Tech IPT        | Israel-Premier Tech IPT |
| ----------------------- | ------------------------------ | ----------------------- |
| Nr                      | Kolarz                         | Miejsce                 |
| 151                     | Sep Vanmarcke (BEL)            | 101.                    |
| 152                     | Jenthe Biermans (BEL)          | DNS                     |
| 153                     | Hugo Houle (CAN)               | 42.                     |
| 154                     | Taj Jones (AUS)                | DNF                     |
| 155                     | Guillaume Boivin (CAN) (szosa) | DNS                     |

| Movistar Team MOV | Movistar Team MOV         | Movistar Team MOV |
| ----------------- | ------------------------- | ----------------- |
| Nr                | Kolarz                    | Miejsce           |
| 161               | Iván García Cortina (ESP) | 34.               |
| 162               | Iñigo Elosegui (ESP)      | DNF               |
| 163               | Imanol Erviti (ESP)       | DNF               |
| 164               | Alex Aranburu (ESP)       | 85.               |
| 165               | Johan Jacobs (SUI)        | 24.               |
| 166               | Mathias Norsgaard (DEN)   | 80.               |
| 167               | Max Kanter (GER)          | DNF               |

| BikeExchange-Jayco BEX | BikeExchange-Jayco BEX    | BikeExchange-Jayco BEX |
| ---------------------- | ------------------------- | ---------------------- |
| Nr                     | Kolarz                    | Miejsce                |
| 171                    | Dylan Groenewegen (NED)   | 107.                   |
| 172                    | Alexander Edmondson (AUS) | DNF                    |
| 173                    | Campbell Stewart (NZL)    | DNF                    |
| 174                    | Alexander Konychev (ITA)  | DNF                    |
| 175                    | Luka Mezgec (SLO)         | 36.                    |
| 176                    | Luke Durbridge (AUS)      | 64.                    |
| 177                    | Kelland O’Brien (AUS)     | 7.                     |

| Team DSM DSM | Team DSM DSM               | Team DSM DSM |
| ------------ | -------------------------- | ------------ |
| Nr           | Kolarz                     | Miejsce      |
| 181          | John Degenkolb (GER)       | 38.          |
| 182          | Kevin Vermaerke (USA)      | 93.          |
| 183          | Alberto Dainese (ITA)      | 103.         |
| 184          | Søren Kragh Andersen (DEN) | 17.          |
| 185          | Niklas Märkl (GER)         | DNF          |
| 186          | Joris Nieuwenhuis (NED)    | 48.          |
| 187          | Cees Bol (NED)             | DNF          |

| Arkéa-Samsic ARK | Arkéa-Samsic ARK       | Arkéa-Samsic ARK |
| ---------------- | ---------------------- | ---------------- |
| Nr               | Kolarz                 | Miejsce          |
| 191              | Amaury Capiot (BEL)    | 13.              |
| 193              | Matis Louvel (FRA)     | 19.              |
| 194              | Christophe Noppe (BEL) | 86.              |
| 195              | Markus Pajur (EST)     | 83.              |
| 196              | Clément Russo (FRA)    | 35.              |
| 197              | Connor Swift (GBR)     | 56.              |

| TotalEnergies TEN | TotalEnergies TEN          | TotalEnergies TEN |
| ----------------- | -------------------------- | ----------------- |
| Nr                | Kolarz                     | Miejsce           |
| 201               | Edvald Boasson Hagen (NOR) | 52.               |
| 202               | Maciej Bodnar (POL)        | DNF               |
| 203               | Daniel Oss (ITA)           | 65.               |
| 204               | Geoffrey Soupe (FRA)       | DNF               |
| 205               | Niki Terpstra (NED)        | 21.               |
| 206               | Anthony Turgis (FRA)       | 72.               |
| 207               | Dries Van Gestel (BEL)     | DNF               |

| B&B Hotels-KTM BBK | B&B Hotels-KTM BBK     | B&B Hotels-KTM BBK |
| ------------------ | ---------------------- | ------------------ |
| Nr                 | Kolarz                 | Miejsce            |
| 211                | Jens Debusschere (BEL) | DNF                |
| 212                | Luca Mozzato (ITA)     | 44.                |
| 213                | Alexis Gougeard (FRA)  | 20.                |
| 214                | Julien Morice (FRA)    | 88.                |
| 215                | Victor Koretzky (FRA)  | 41.                |
| 216                | Jérémy Lecroq (FRA)    | DNF                |
| 217                | Jordi Warlop (BEL)     | DNF                |

| Sport Vlaanderen-Baloise SVB | Sport Vlaanderen-Baloise SVB | Sport Vlaanderen-Baloise SVB |
| ---------------------------- | ---------------------------- | ---------------------------- |
| Nr                           | Kolarz                       | Miejsce                      |
| 221                          | Alex Colman (BEL)            | DNF                          |
| 222                          | Gilles De Wilde (BEL)        | DNF                          |
| 223                          | Milan Fretin (BEL)           | DNF                          |
| 224                          | Jens Reynders (BEL)          | 78.                          |
| 225                          | Aaron Van Poucke (BEL)       | DNF                          |
| 226                          | Ward Vanhoof (BEL)           | 49.                          |
| 227                          | Aaron Verwilst (BEL)         | 74.                          |

| Bingoal Pauwels Sauces WB BWB | Bingoal Pauwels Sauces WB BWB | Bingoal Pauwels Sauces WB BWB |
| ----------------------------- | ----------------------------- | ----------------------------- |
| Nr                            | Kolarz                        | Miejsce                       |
| 231                           | Arjen Livyns (BEL)            | 47.                           |
| 232                           | Stanisław Aniołkowski (POL)   | DNF                           |
| 233                           | Mathijs Paasschens (NED)      | 76.                           |
| 234                           | Timothy Dupont (BEL)          | DNF                           |
| 235                           | Laurenz Rex (BEL)             | DNF                           |
| 236                           | Ludovic Robeet (BEL)          | DNF                           |
| 237                           | Attilio Viviani (ITA)         | DNF                           |

| Uno-X Pro Cycling Team UXT | Uno-X Pro Cycling Team UXT  | Uno-X Pro Cycling Team UXT |
| -------------------------- | --------------------------- | -------------------------- |
| Nr                         | Kolarz                      | Miejsce                    |
| 241                        | Kristoffer Halvorsen (NOR)  | DNF                        |
| 242                        | William Blume Levy (DEN)    | DNF                        |
| 243                        | Tord Gudmestad (NOR)        | DNF                        |
| 244                        | Erik Nordsæter Resell (NOR) | 79.                        |
| 245                        | Martin Urianstad (NOR)      | DNF                        |
| 246                        | Anders Skaarseth (NOR)      | 96.                        |
| 247                        | Søren Wærenskjold (NOR)     | DNS                        |

Legenda: DNF – nie ukończył, OTL – przekroczył limit czasu, DNS – nie wystartował, DSQ – zdyskwalifikowany.

## Klasyfikacja generalna
| \| Klasyfikacja generalna \| Klasyfikacja generalna \| Klasyfikacja generalna \| Klasyfikacja generalna \| Klasyfikacja generalna \| \| Kolarz \| Kolarz \| Państwo \| Drużyna \| Czas \| \| ---------------------- \| ---------------------- \| ---------------------- \| ---------------------- \| ---------------------- \| \| 1. \| Mathieu van der Poel \| Holandia \| Alpecin-Fenix \| 4h 05' 39" \| \| 2. \| Tiesj Benoot \| Belgia \| Jumbo-Visma \| + 1" \| \| 3. \| Thomas Pidcock \| Wielka Brytania \| Ineos Grenadiers \| + 5" \| \| 4. \| Victor Campenaerts \| Belgia \| Lotto-Soudal \| + 5" \| \| 5. \| Nils Politt \| Niemcy \| Bora-Hansgrohe \| + 5" \| \| 6. \| Stefan Küng \| Szwajcaria \| Groupama-FDJ \| + 5" \| \| 7. \| Kelland O’Brien \| Australia \| BikeExchange-Jayco \| + 5" \| \| 8. \| Ben Turner \| Wielka Brytania \| Ineos Grenadiers \| + 12" \| \| 9. \| Jan Tratnik \| Słowenia \| Bahrain Victorious \| + 2' 08" \| \| 10. \| Tadej Pogačar \| Słowenia \| UAE Team Emirates \| + 2' 08" \| |                      |                 |                    |            |
| |                      |                 |                    |            |
| Źródło: ProCyclingStats |                      |                 |                    |            |
| Klasyfikacja generalna |                      |                 |                    |            |
| Kolarz | Kolarz               | Państwo         | Drużyna            | Czas       |
| 1. | Mathieu van der Poel | Holandia        | Alpecin-Fenix      | 4h 05' 39" |
| 2. | Tiesj Benoot         | Belgia          | Jumbo-Visma        | + 1"       |
| 3. | Thomas Pidcock       | Wielka Brytania | Ineos Grenadiers   | + 5"       |
| 4. | Victor Campenaerts   | Belgia          | Lotto-Soudal       | + 5"       |
| 5. | Nils Politt          | Niemcy          | Bora-Hansgrohe     | + 5"       |
| 6. | Stefan Küng          | Szwajcaria      | Groupama-FDJ       | + 5"       |
| 7. | Kelland O’Brien      | Australia       | BikeExchange-Jayco | + 5"       |
| 8. | Ben Turner           | Wielka Brytania | Ineos Grenadiers   | + 12"      |
| 9. | Jan Tratnik          | Słowenia        | Bahrain Victorious | + 2' 08"   |
| 10. | Tadej Pogačar        | Słowenia        | UAE Team Emirates  | + 2' 08"   |